# Route de Lyons-la-Forêt
La route de Lyons-la-Forêt, dite couramment route de Lyons, est une voie publique de la commune française de Rouen.

## Situation et accès
La route de Lyons-la-Forêt est une voie historique sur la rive droite de la Seine à Rouen. Longue de 2 500 mètres (partie rouennaise), elle relie le boulevard Gambetta dans la continuité de la rue d'Amiens jusqu'au boulevard de la Paix à Darnétal. Elle se prolonge en direction de Perriers-sur-Andelle sur Darnétal, Saint-Léger-du-Bourg-Denis, Saint-Aubin-Épinay, Épinay, Montmain et Fresne-le-Plan.
Elle suit le cours de l'Aubette. Deux sections de la voie sont dédoublées de part et d'autre de la voie ferrée et comprend à l'Ouest une zone destinée aux activités médicales en relation avec le CHU et à l'Est une zone d'activité commerciale.

Rues adjacentes :
- Rue du Professeur W-M-Stewart
- Rocade Nord-Est
- Rue du Mont-Gargan
- Rue Jean-Dausset
- Rue Barrée
- Rue Gustave-Louvet
- Rue Lebrument
- Passage Grüber
- Rue de la Chasse
- Rue de la Petite-Chartreuse
- Impasse de Lyons
- Rue Saint-Gilles
- Rue de Repainville

## Origine du nom
Elle porte ce nom car elle se dirige vers Lyons-la-Forêt.

## Historique
Appelée à l'origine « rue Préfontaine », elle prit le nom de « rue Droits-de-l'Homme » durant la période révolutionnaire avant de prendre sa dénomination actuelle. 
La teinturerie-blanchisserie Letourneur de la rue du Pré-de-la-Bataille, datant 1878 et comptant plusieurs succursales dans le département, est transférée route de Lyons-la-Forêt, à la suite du bombardement d'août 1944. Elle ne cesse son activité qu'en février 2021.

## Bâtiments remarquables et lieux de mémoire
- Faculté de Pharmacie
- Medical Training Center
- ancienne filature Leveillé / caserne Trupel